# Aurora, Western Cape
Aurora este un sat situat în partea de sud-vest a Africii de Sud, în provincia Western Cape. A fost fundat în 1866 ca și centru ecleziastic.